# Henk van Manen
Henk van Manen (1946) is een Nederlandse modeontwerper. Hij was van 1969 tot 1974 een partner van de Nederlandse schrijver Gerard Reve, naast Willem Bruno van Albada. 
De koos- of bijnaam voor Van Manen was Woelrat - als zodanig is hij terug te vinden in verschillende boeken van Reve onder andere in Lieve Jongens. Van Manen deelde Reve met Van Albada (Teigetje), met wie Reve vanaf 1964 samenwoonde in Greonterp (Friesland). Vanaf 1969 woonden zij daar gedrieën. In 1971 verhuisde het trio eerst naar Veenendaal en vervolgens naar Weert. In 1974 vertrok Reve naar Frankrijk. Van Manen en Albada bleven samen in Nederland. Van Manen en Albada hebben sinds de jaren 80 van de 20e eeuw een eigen kledinglijn onder de naam 'Teigetje & Woelrat'.